# Charles Donzel
Charles Donzel né le 6 février 1824 à Besançon et mort le 20 mars 1889 à Paris est un peintre français.

## Biographie
Charles Marie Donzel est le fils de François Donzel et d'Henriette Aubertin.
Charles Donzel étudie la musique et la sculpture avant de choisir la peinture. Il devient lauréat du Conservatoire de musique de Paris en 1855.
Après la mort de son épouse, il se reconvertit dans le dessin et la peinture. Il expose pour la première fois dès 1855.
Il meurt le 20 mars 1889 à Paris. Son frère Marie Antoine Henri Donzel, capitaine, et Paul Lecomte sont témoins du décès auprès de l'état-civil. Il est inhumé à Paris au cimetière du Père-Lachaise le 22 mars 1889.
Il est le père du peintre Jules Donzel (1865-1927).

## Œuvres
- La Vienne à Lespinasse (1875)
- La Sédelle (1875)
- La Glane (1875)

Le 9 septembre 1892, près de 120 tableaux et aquarelles de son atelier sont vendus aux enchères.